# Ciudad de los Trasgos
Se trata de una de las más conocidas y peligrosas moradas de orcos de las Montañas Nubladas con un especial protagonismo en El hobbit.

## Ciudad de los trasgos
Las Montañas Nubladas fueron, a lo largo de la historia de la Tierra Media, ocupadas muchas veces por los orcos, quienes establecieron su capital en el Monte Gundabad y muchas veces fueron rechazados o las abandonaron voluntariamente para seguir al Señor Oscuro en las diferentes guerras contra enanos, elfos y hombres. Pero fue luego de la caída del reino de los dúnedain del Norte, en la Tercera Edad; cuando los orcos las ocuparon casi permanentemente y se ocultaron en cuevas y pasadizos que ellos mismo construían (a excepción de Moria, construida por los enanos) a lo largo y a lo ancho de las Hithaeglir; y desde allí atacaban a los viajeros que pretendían cruzar por los diversos pasos hacia el este o al oeste.
En El hobbit se nos cuenta sobre la más conocida de las moradas de los trasgos, la Ciudad de los Trasgos. Ubicada en las profundidades de una de las montañas altas por las que pasaba el desfiladero que siguió la Compañía de Thorin en su cruce por las Montañas Nubladas. Allí, a muchas millas arriba de Rivendel; existía una cueva, en la que estos se refugiaron cuando se desató una terrible tormenta; esta cueva resultó ser la entrada a una extensa red de túneles y salas en donde moraban los trasgos y el Gran Trasgo, jefe de estos. Thorin, Bilbo y los demás enanos fueron atrapados allí mientras dormían y fueron llevados, a través de un largo y ancho túnel, en el que confluían muchos pasadizos que confundieron a los enanos y a Bilbo, aunque no a los trasgos que “(…)conocían el camino tan bien como vosotros el de la oficina de correos más próxima …”. Siguiendo el túnel, que descendía profundamente en la montaña, por más de cinco millas; llegaron a una gran caverna, “(…)iluminada por una gran hoguera roja en el centro y por antorchas a lo largo de las paredes…”; en la que en el centro y sobre una gran piedra lisa se hallaba sentado el Gran Trasgo; que fue muerto por Gandalf. En uno de los extremos de la sala una boca conducía al túnel principal que continuaba hacia las profundidades, con muchos recodos y pasadizos que lo cruzaban en todas las direcciones. Por él se internaron el hobbit, Gandalf y los enanos, con los trasgos sobre sus talones con los que lucharon a todo lo largo de las casi 30 millas, en bajada, que este tenía. 
En un punto del trayecto “(…)Dori, que ahora otra vez corría a la cola llevando a Bilbo, fue aferrado por detrás en la oscuridad. Gritó y cayó; y el hobbit rodó de los hombros de Dori a la negrura, se golpeó la cabeza contra una piedra, y no recordó nada más…” Cuando despertó estaba solo y a muy pocos metros del lugar donde cayó encontró el Anillo Único. Al final de ese larguísimo túnel, que cruzaba prácticamente toda la montaña se encontraba la Cueva de Gollum a donde Bilbo fue a dar luego de casi una jornada completa de viaje. Bilbo, luego del juego de los acertijos, huyó de la gran caverna en donde se encontraba el lago, siguiendo oculto a Gollum gracias al Anillo; subió a toda carrera por el túnel por el que había llegado. A lo largo de aproximadamente una milla y contando las salidas de otros túneles que cruzaban el camino; tras haber pasado siete a la derecha y cinco a la izquierda; Bilbo, encontró que en el sexto de la izquierda salía otro pasadizo, que era bajo y de paredes toscas, y que conducía a la “Puerta Inferior” de la morada de los orcos.

### Annerchin o Puerta de los Trasgos
Nombre que recibía la antigua entrada a la Ciudad de los Trasgos conocida con el nombre de Puerta de los Trasgos o “Annerchin” palabra de origen noldorin compuesta por ann, derivada de annon: “puerta”; erch: “trasgos”, “orcos”; y el artículo plural in “los”. Su ubicación presenta tantas dudas como el paso que siguió la Compañía de Thorin en su cruce por las Montañas Nubladas. Podría estar situada en el Paso Alto, o en otro desfiladero, cercano y paralelo al mismo. Si bien en La Comunidad del Anillo no hay mención de la misma, su nombre aparece en los borradores de la misma: en La traición de Isengard se dice que “(…) el Paso Alto, donde anteriormente había estado la Puerta de los Trasgos…” lo que confirmaría la primera versión. Pero en El retorno de la Sombra se la ubica como un paso paralelo “(…) Unos pocos habían atravesado las Montañas Nubladas por el Paso Alto y la Puerta de los Trasgos (Annerchin)…”; aseveración que estaría complementada por las palabras de Tolkien en El hobbit: “(…) la entrada principal miraba antes a un desfiladero distinto, más fácil de cruzar…” Esta entrada fue dejada de usar por los trasgos, porque los viajeros la conocían y evitaban acercarse.

### Porche Principal
Cuando Bilbo, Gandalf y la Compañía de Thorin hubieron caminado muchos días por escabrosas sendas que subían a las Montañas Nubladas; llegaron a “(…)un lugar estrecho, …” en donde había un “…precipicio espantoso que caía sobre un valle sombrío …” Allí Fíli y Kíli encontraron, en medio de la gran tormenta y en la ladera de la montaña “(…)un arco bajo…” detrás de una roca ubicada en la senda. Era la entrada a una cueva que “(…)parecía de buen tamaño, pero no era demasiado grande ni misteriosa. Tenía el suelo seco y algunos rincones cómodos. En uno de ellos había lugar para los póneys …” refugiándose de la “lucha de los gigantes”. Como el lugar resultó tan acogedor, acomodaron a los póneys y comieron, charlaron y fumaron, hasta quedar dormidos; sin darse cuenta de que en el fondo de la cueva, una grieta marcaba el punto en donde se encontraba la Puerta Principal de entrada a la Ciudad de los Trasgos. En el medio de la noche Bilbo y los enanos fueron capturados por los trasgos quienes los tomaron por sorpresa, durmiendo; salvo Gandalf que, advertido por un chillido de Bilbo, produjo “(…)un destello terrorífico como un relámpago en la cueva, un olor como de pólvora, y varios cayeron muertos…” logrando esconderse para luego seguir a los trasgos y a sus presas que se internaron en las profundidades de las montañas. El mago desconocía esta entrada puesto que se transformó en la entrada principal luego de que la anterior entrada fuera dejada de usar.

### Puerta Trasera
El lugar por donde primero Gandalf y los enanos de Thorin y luego Bilbo escaparon de la Ciudad de los Trasgos. Construida, “(…)en parte como una vía de escape, si necesitaban una y en parte como un camino de salida hacia las tierras de más allá, donde todavía merodean en la noche y causan gran daño…” Se llegaba a ella desde el pasadizo principal, por un túnel bajo, de tres pies de altura y excavado toscamente; que, durante un tramo bajaba bruscamente, para luego ascender, y luego de un recodo volver a bajar. Al final de ese pasadizo había de un gran espacio excavado en la roca, en cuyo extremo había una puerta grande de piedra, apenas entornada; en donde Bilbo dejó los botones de su chaqueta, cuando pasó por el reducido espacio entre la puerta y el marco de piedra. Había unos cortos escalones y un abrupto sendero luego del umbral, que “(…)serpenteaba hacia abajo, con una pared rocosa a la izquierda…” Y por allí fue Bilbo Bolsón en busca de sus amigos.
- Datos: Q5770829